# Панка, Миндаугас
Миндаугас Панка (лит. Mindaugas Panka; 1 мая 1984, Алитус) — литовский футболист, опорный полузащитник. Выступал за сборную Литвы.

## Биография
Воспитанник клуба «Дайнава» (Алитус). В 16-летнем возрасте начал играть на взрослом уровне за свой клуб и за два первых сезона сыграл 24 матча в высшей лиге Литвы. В 2002 году, после вылета «Дайнавы» в первую лигу футболист забил за полсезона 9 голов. После этого он был приглашён в клуб «Швеса» (позднее — ФК «Вильнюс»), боровшийся за выход в высшую лигу и пробившийся туда по итогам сезона 2002 года через переходные матчи. С 2003 года в течение полутора лет Панка был основным игроком «Вильнюса» в высшей лиге. Летом 2004 года он перешёл в московский «Локомотив», в сентябре-октябре 2004 года провёл 7 матчей в первенстве дублёров России, но в конце сезона вернулся в «Вильнюс». В сезоне 2005 года забил 11 голов, стал лучшим снайпером своего клуба и вошёл в десятку лучших бомбардиров чемпионата. В начале 2007 года перешёл в клуб «Ветра» (Вильнюс), в его составе сыграл 4 матча в Кубке Интертото.
Летом 2007 года перешёл в польский клуб «Видзев» (Лодзь). Дебютировал в чемпионате Польши 14 сентября 2007 года в матче против «Легии». Первый гол в польской лиге забил 23 февраля 2008 года в ворота клуба «Одра». По итогам сезона 2007/08 со своим клубом вылетел из высшей лиги. В следующих двух сезонах «Видзев» становился победителем первой лиги Польши, однако по итогам сезона 2008/09 клубу не позволили повыситься в классе из-за давних коррупционных проблем, и только по окончании сезона 2009/10 клуб смог вернуться в высший дивизион. Литовец выступал за «Видзев» до конца сезона 2011/12, сыграв за пять сезонов 122 матча и забив 12 голов в чемпионатах Польши (из них 69 матчей и 2 гола — в высшем дивизионе). В сезоне 2012/13 он играл за другой клуб высшего дивизиона — «Рух» (Хожув), занявший предпоследнее место. В составе «Руха» сыграл один матч в Лиге Европы.
В 2013 году футболист перешёл в клуб «Ирони» (Кирьят-Шмона), с которым в сезоне 2013/14 стал третьим призёром чемпионата Израиля и завоевал Кубок страны, а в сезоне 2014/15 стал вице-чемпионом, также в 2014 году сыграл 2 матча в Лиге Европы. Затем играл в высшем дивизионе за «Маккаби» (Петах-Тиква) и во втором дивизионе за «Хапоэль» (Петах-Тиква) и «Хапоэль» (Акко).
После возвращения на родину весной 2018 года выступал за «Атлантас» (Клайпеда).
Вызывался в молодёжную сборную Литвы, участвовал в трёх отборочных турнирах молодёжных первенств Европы, в которых сыграл 10 матчей и забил 2 гола.
В национальной сборной Литвы дебютировал 22 ноября 2008 года в товарищеском матче против Эстонии. Всего в 2008—2016 годах провёл 39 матчей за сборную.

## Достижения
- Серебряный призёр чемпионата Израиля: 2014/15
- Бронзовый призёр чемпионата Израиля: 2013/14
- Обладатель Кубка Израиля: 2013/14